# Сениченята
Сениченя́та (бел. Сенічанята) — деревня в Барановичском районе Брестской области Белоруссии. Входит в состав Почаповского сельсовета. Население по переписи 2019 года — 25 человек.

## География
Расположена в 41 км по автодорогам к северо-западу от центра Барановичей, в 7 км по автодорогам к северо-востоку от железнодорожной станции Мицкевичи и в 6 км по автодорогам к юго-западу от центра сельсовета, агрогородка Почапово.

## История
В 1846 году числилась под названием Сенничи. В 1909 году — деревня Сениченята Почаповской волости Новогрудского уезда Минской губернии, 45 дворов, народное училище. На карте 1910 года указана как Сенниче.
После Рижского мирного договора 1921 года — в составе гмины Почапово Новогрудского повета Новогрудского воеводства Польши. По переписи 1921 года в деревне числилось 55 жилых зданий, в которых проживало 294 человека (138 мужчин, 156 женщин), из них 276 поляков и 18 белорусов (по вероисповеданию — 284 православных и 10 римских католиков).
С 1939 года — в составе БССР. С 15 января 1940 года — в Городищенском районе Барановичской, с 8 января 1954 года — Брестской области, с 25 декабря 1962 года — в Барановичском районе. В Великую Отечественную войну с конца июня 1941 года до июля 1944 года оккупирована немецко-фашистскими захватчиками. На фронтах войны погибли 22 сельчанина.

## Население
| Численность населения (по перепись) | Численность населения (по перепись) | Численность населения (по перепись) | Численность населения (по перепись) | Численность населения (по перепись) | Численность населения (по перепись) | Численность населения (по перепись) |
| 1909                                | 1921                                | 1959                                | 1970                                | 1999                                | 2009                                | 2019                                |
| ----------------------------------- | ----------------------------------- | ----------------------------------- | ----------------------------------- | ----------------------------------- | ----------------------------------- | ----------------------------------- |
| 265                                 | ↗294                                | ↘280                                | ↗300                                | ↘100                                | ↘44                                 | ↘25                                 |

## Инфраструктура
Деревня обслуживается Застаринским фельдшерско-акушерским пунктом, автолавкой и автопочтой. Есть кладбище, работает ЧПТУП «Фандвер», зарегистрированное в здании бывшего клуба. Ходят автобусы по маршруту «Барановичи — Сениченята».